# Фэй Сяотун
Фэй Сяоту́н (кит. упр. 费孝通, пиньинь 	Fèi Xiàotōng, 2 ноября 1910 — 24 апреля 2005) — китайский антрополог, социолог, политический деятель.

## Биография
Родился в провинции Цзянсу. В 1933 году окончил Яньцзинский университет, получив степень бакалавра социологии. Продолжил образование в Университете Цинхуа, где в 1935 году получил степень магистра антропологии. Его научным руководителем был С. М. Широкогоров.
После окончания университета отправился в полевое исследование со своей женой Ван Тунхой, тоже антропологом. Во время экспедиции в горном районе Фэй попал в тигровую ловушку. Жена, отправившаяся за помощью, погибла.
Восстановившись после ранения Фэй продолжил образование в Британии в Лондонской школе экономики, где он учился у известного антрополога Бронислава Малиновского и в 1938 году получил степень PhD.
Возвратился в Китай, где преподавал в Юньнаньском университете и продолжал социологические исследования.
После победы коммунистов в гражданской войне и основания КНР преподавал в университете Цинхуа. Был одним из основателей и профессором Центрального университета национальностей. Был директором института социологии Академии общественных наук Китая.
С 1944 года член Демократической лиги Китая — одной из малых партий КНР, подчинённых КПК. В течение многих лет был депутатом ВСНП и НПКСК.
Пострадал во время Культурной революции в Китае, затем был реабилитирован и участвовал в суде над «Бандой четырёх» в качестве одного из судей.
До конца жизни являлся профессором социологии Пекинского университета.

## Награды
- Азиатская премия культуры Фукуока (1993)

## Труды
- Peasant Life in China: A Field Study of Country Life in the Yangtze Valley. London: Routledge, 1939.
  - Oxford University Press, 1946
  - Routledge Kegan & Paul, 1980
- Earthbound China; a study of rural economy in Yunnan. University of Chicago Press, 1947 (в соавторстве)
- China’s Gentry: Essays in Rural-Urban Relations With Six Life-Histories of Chinese Gentry Families. University of Chicago Press, 1968
- Chinese village close-up. Beijing: New World Press, 1983.
- Rural Development in China: Prospect and Retrospect. University of Chicago Press, 1989.
- Фэй Сяотун. Китайская деревня глазами этнографа / Пер. с кит. В. М. Крюкова. Вступит. ст. М. В. Крюкова. Предисл. Б. Малиновского. — М.: Наука, Главная редакция восточной литературы, 1989. — 245 с. ISBN 5-02-016484-4